# Zenarchopterus
Zenarchopterus – rodzaj ryb z rodziny Zenarchopteridae.

## Klasyfikacja
Gatunki zaliczane do tego rodzaju:
| - Zenarchopterus alleni - Zenarchopterus buffonis - Zenarchopterus caudovittatus - Zenarchopterus clarus - Zenarchopterus dispar - Zenarchopterus dunckeri - Zenarchopterus dux - Zenarchopterus ectuntio - Zenarchopterus gilli - Zenarchopterus kampeni | - Zenarchopterus novaeguineae - Zenarchopterus ornithocephala - Zenarchopterus pappenheimi - Zenarchopterus philippinus - Zenarchopterus quadrimaculatus - Zenarchopterus rasori - Zenarchopterus robertsi - Zenarchopterus striga - Zenarchopterus xiphophorus |